# Bandeira da Macedónia do Norte
A bandeira nacional da Macedônia do Norte (português brasileiro) ou bandeira nacional da Macedónia do Norte (português europeu) é uma bandeira com uma estrela de ouro de oito pontas sobre fundo vermelho. O amarelo e o vermelho são as cores nacionais do estado macedônico, a figura do sol evoca o desejo de liberdade no hino nacional “Denes nad Makedonija”.

## Versão anterior
Em 1995 foi substituída a antiga bandeira, adotada em 1991, quando houve a independência do país. Nela figurava o Sol de Vergina (ou estrela argeada), elemento central da região grega de mesmo nome em bandeiras não oficiais, representações gráficas, etc. e sua adoção por parte da República da Macedônia (atual República da Macedônia do Norte) como símbolo nacional gerou protestos na Grécia.

Bandeira da República Socialista da Macedónia (1944-1991)
Bandeira oficial da República da Macedônia (1991-1995)